# Wilhelm Traugott Krug
Wilhelm Traugott Krug, född den 22 juni 1770 i Radis nära Wittenberg, död den 12 januari 1842 i Leipzig, var en tysk filosof, far till August Otto Krug.
Krug kallades 1801 till professor vid universitetet i Frankfurt an der Oder samt övertog 1805 (efter Kant) den filosofiska professuren vid Königsbergs universitet och 1809 en motsvarande plats i Leipzig, där han verkade till sin död. I 1813-14 års krig deltog Krug som ryttmästare bland de ridande jägarna.
Fortsättare av "upplysningsfilosofin", ville han ställa denna på en väsentligen kantisk basis och försökte därjämte att medla mellan idealism och realism genom en transcendental syntes av vara och veta. Till utbredandet av politisk och kyrklig liberalism bidrog Krug i ej ringa mån.
Bland hans 189 vetenskapliga arbeten må här nämnas endast Handbuch der Philosophie (2 band, 1820-21; "Handbok i philosophien", 1831). Läsvärd är även hans självbiografi Meine lebensreise in sechs stationen, von Urceus (2:a upplagan 1842).